# San Felipe (Texas)
San Felipe, conosciuta anche con il nome di San Felipe de Austin, è un comune degli Stati Uniti d'America, della Contea di Austin nello Stato del Texas. Al censimento del 2000 possedeva 868 abitanti, passati a 967 secondo una stima del 2007.

## Geografia
San Felipe è situato a 29°47′40″N 96°06′17″W, nella fascia orientale della contea lungo la riva occidentale del fiume Brazos. Sealy è di 3 miglia (5 km) a ovest, e il centro di Houston dista 46 miglia (74 km) a est. Stephen F. Austin State Park si trova nella parte settentrionale della città. Sealy si trova 3 miglia (5 km) a ovest, mentre il centro di Houston dista 46 miglia (74 km) ad est. Lo Stephen F. Austin State Park si trova nella parte settentrionale della città, a Park Road 38.

### Clima
Il clima in questa zona è caratterizzato da estati calde e umide e inverni generalmente non troppo rigidi. Secondo la Classificazione dei climi di Köppen, San Felipe ha un clima subtropicale umido, abbreviato in "TUF" sulle mappe climatiche.

## Storia
La città fu fondata nel 1824, e fu inizialmente chiamata San Felipe de Austin. Nel 1828 la popolazione ammontava a circa 200 unità. Nella città erano presenti tre magazzini generali, due osterie, un albergo, e un fabbro. Nel 1835 i residenti erano 600. La città fu la sede di uno dei primi uffici postali e di uno dei primi giornali di tutto lo stato del Texas. Le convenzioni del Texas del 1832, 1833 e la consultazione del 3 novembre 1835, si svolsero qui. La città venne bruciata nel 1836 per evitare che l'esercito messicano lo occupasse e fu ricostruita pochi anni dopo, senza raggiungere più l'importanza avuta in passato.

## Istruzione
Gli studenti di San Felipe frequentano il Sealy Independent School District.

## Amministrazione
Il sindaco della città è Bobby Byars, J. Jones ed E. Rose Jr. sono ufficiali di polizia, il maresciallo dei vigili del fuoco è Johnny Hall, il giudice è Honorable Robert Bradshaw, mentre Tangerlia Taylor- Felton è la procuratrice. Ci sono quattro assessori, ovvero Louis T. Bonner Jr., Alfreda Cloud, Derrick Dabney, e Brenda Newsome.
| Anno       | Popolazione | ±%     |
| ---------- | ----------- | ------ |
| 1880       | 156         | Note:  |
| 1890       | 177         | 13.5%  |
| 1900       | 241         | 36.2%  |
| 1910       | 206         | −14.5% |
| 1920       | 451         | 118.9% |
| 1930       | 313         | −30.6% |
| 1940       | 305         | −2.6%  |
| 1950       | 296         | −3.0%  |
| 1960       | 367         | 24.0%  |
| 1970       | 422         | 15.0%  |
| 1980       | 532         | 26.1%  |
| 1990       | 618         | 16.2%  |
| 2000       | 868         | 40.5%  |
| 2010       | 747         | −13.9% |
| Stima 2015 | 793         | 6.2%   |

## Società

### Evoluzione demografica
Secondo il censimento del 2000, c'erano 868 persone, 312 nuclei familiari e 234 famiglie residenti nella città. La densità di popolazione era di 103.7 persone per miglio quadrato (40.0/km²). C'erano 347 unità abitative a una densità media di 41.5 per miglio quadrato (16.0/km²). La composizione etnica della città era formata dal 60.83% di bianchi, il 34.56% di afroamericani, lo 0.35% di nativi americani, il 3.00% di altre razze, e l'1.27% di due o più etnie. Ispanici o latinos di qualunque razza erano il 9.45% della popolazione.
C'erano 312 nuclei familiari di cui il 29.8% aveva figli di età inferiore ai 18 anni, il 57.7% erano coppie sposate conviventi, il 13.5% aveva un capofamiglia femmina senza marito, e il 24.7% erano non-famiglie. Il 23.1% di tutti i nuclei familiari erano individuali e l'8.3% aveva componenti con un'età di 65 anni o più che vivevano da soli. Il numero di componenti medio di un nucleo familiare era di 2.78 e quello di una famiglia era di 3.26.
La popolazione era composta dal 27.8% di persone sotto i 18 anni, l'8.1% di persone dai 18 ai 24 anni, il 22.9% di persone dai 25 ai 44 anni, il 27.0% di persone dai 45 ai 64 anni, e il 14.3% di persone di 65 anni o più. L'età media era di 39 anni. Per ogni 100 femmine c'erano 102.3 maschi. Per ogni 100 femmine dai 18 anni in su, c'erano 92.3 maschi.
Il reddito medio di un nucleo familiare era di 38,203 dollari, e quello di una famiglia era di 43,558 dollari. I maschi avevano un reddito medio di 31,667 dollari contro i 22,500 dollari delle femmine. Il reddito pro capite era di 17,169 dollari. Circa il 9.1% delle famiglie e il 9.1% della popolazione erano sotto la soglia di povertà, incluso il 3.1% di persone sotto i 18 anni e il 16.0% di persone di 65 anni o più.

## Galleria d'immagini

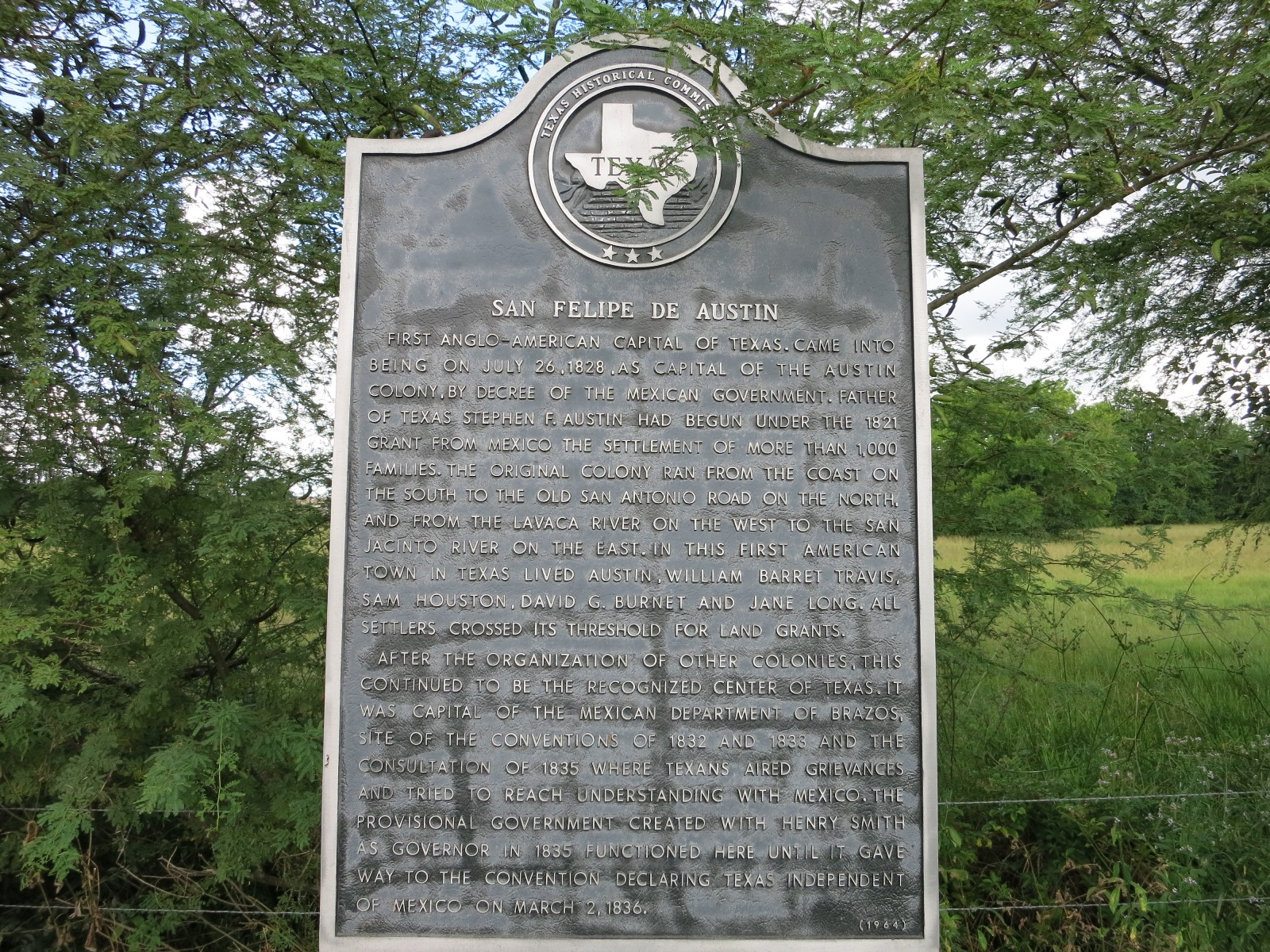
Segnale storico sulla FM 1458
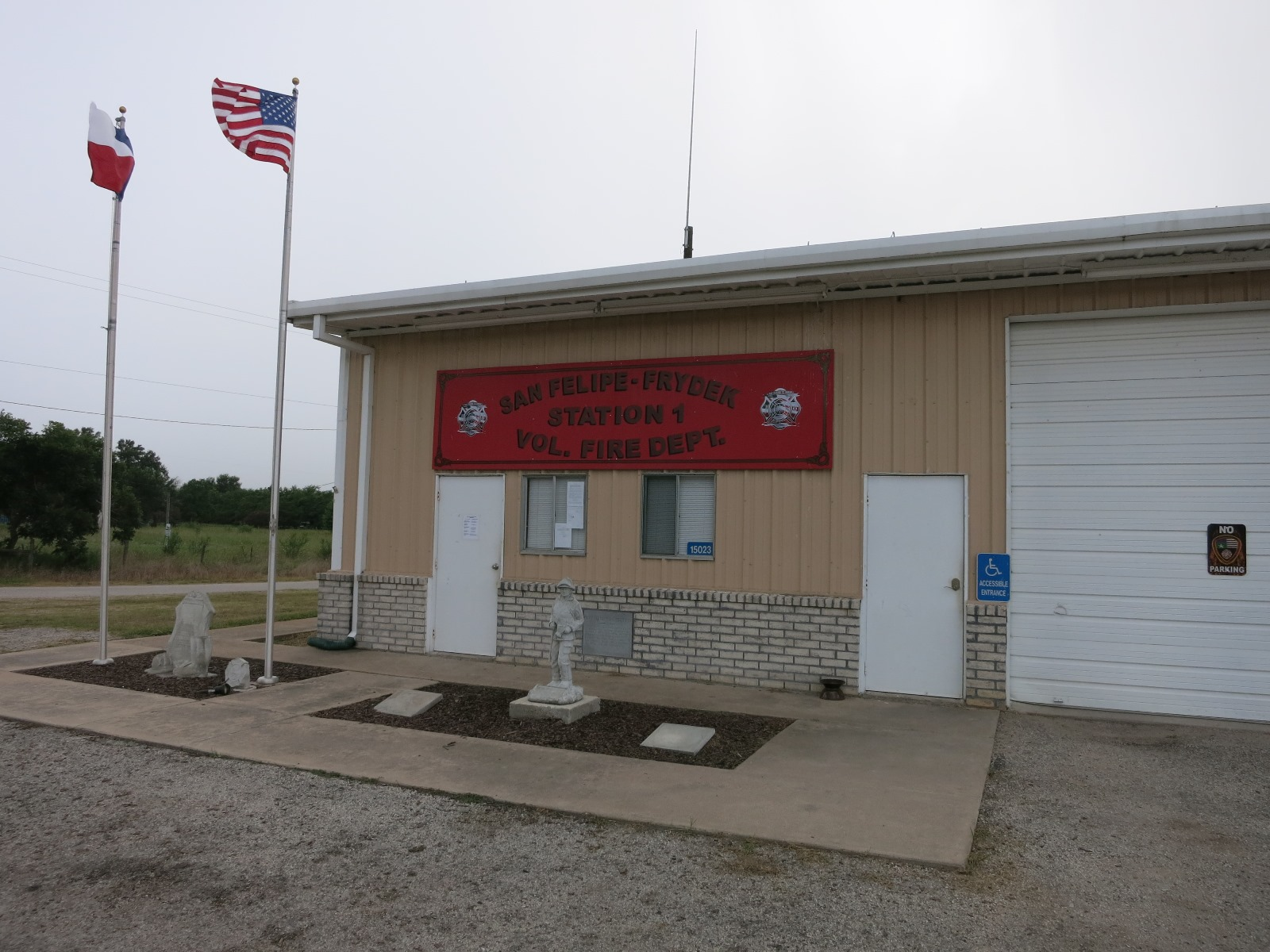
Caserma dei pompieri "San Felipe-Frydek Volunteer"
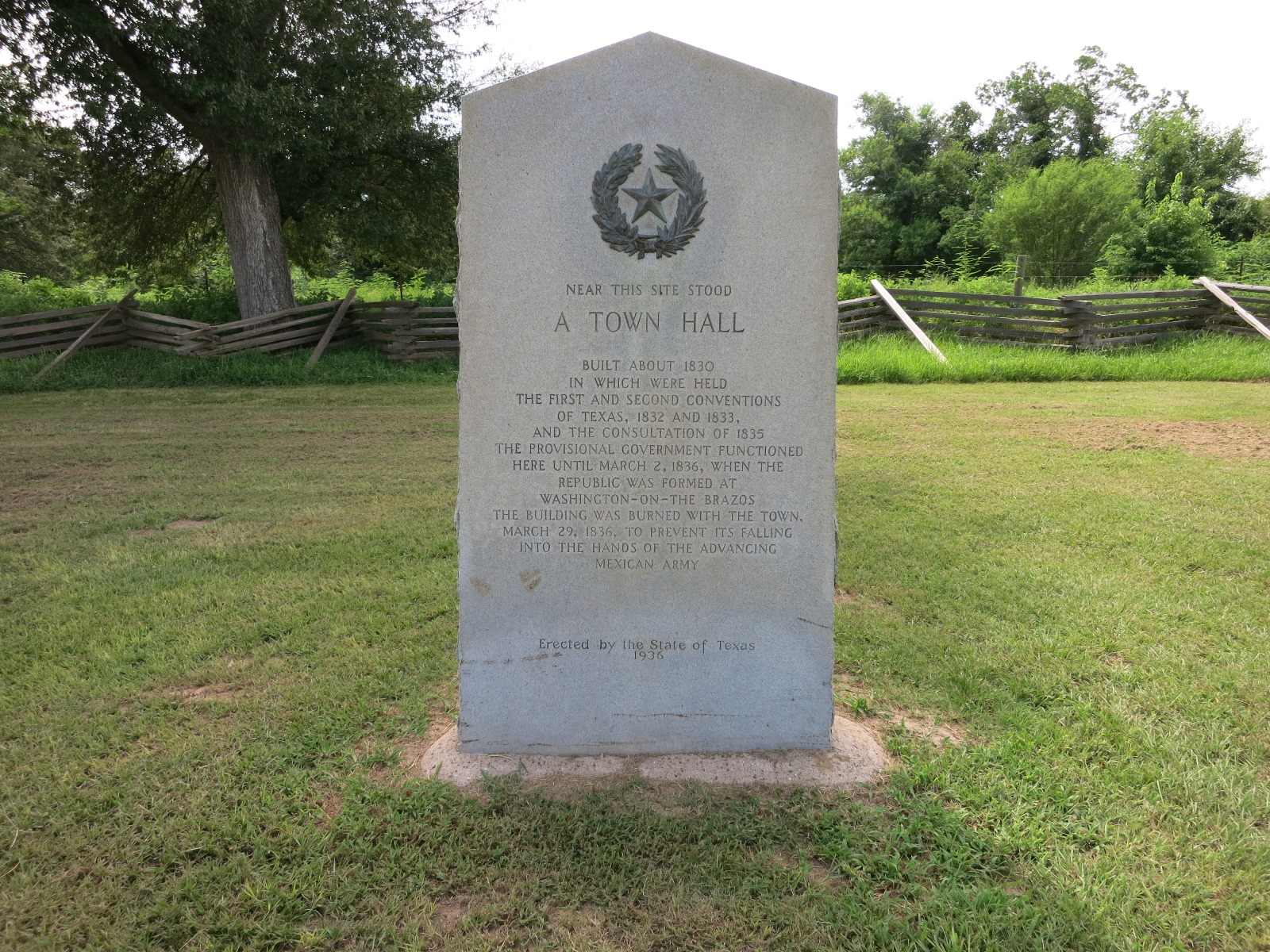
Memoriale del municipio